# Herstappe
Herstappe (lim. Herstap) – gmina (gemeente) w Belgii, w Regionie Flamandzkim, w prowincji Limburgia, w okręgu Tongeren. 1 stycznia 2024 roku liczyła 76 mieszkańców, w związku z czym jest pod względem liczby mieszkańców najmniejszą gminą w kraju.

## Podział administracyjny
W skład gminy nie wchodzi żadna dzielnica (deelgemeente).

## Historia
Pierwsza wzmianka o miejscowości pochodzi z 1143 roku pod nazwą Hastaples.

## Demografia
- Źródła:NIS, :od 1806 do 1981= według spisu; od 1990 liczba ludności w dniu 1 stycznia

1 stycznia 2024 całkowita populacja Herstappe liczyła 76 osób. Łączna powierzchnia gminy wynosi 1,35 km², co daje gęstość zaludnienia 56 mieszkańców na km².